# 郵政博物館 (日本)
郵政博物館（ゆうせい はくぶつかん、英称：Postal Museum Japan）は、東京都墨田区押上に所在する博物館類似施設。
運営者は日本郵政株式会社（実際の運営は公益財団法人通信文化協会に委託。）

## 概要
2013年（平成25年）に閉館した逓信総合博物館の一部を引き継いだ施設で、2014年（平成26年）3月1日に開館（グランドオープン）した。
国内外の郵便・郵便貯金・簡易保険などに関する各種展示や、郵趣振興協会との共催により、年間8回程度開催する郵便切手や郵便史コレクションに関する「特別コレクション展」などの郵便に関する各種イベントを行う。

## 主な収蔵品・展示品
- 世界各国の切手約33万種
- エンボッシング・モールス電信機
- エレキテル
- ブレゲ指字電信機
- 日本初の鉄製赤色ポスト（俵谷式ポスト、中村式ポスト）の実物大復元模型[1]

なお、旧逓信総合博物館の運営母体の一社であった東日本電信電話（NTT東日本）が運営から離脱したため、同博物館で行われていた電気通信関連の展示は引き継がれていない（ほとんどの史料はNTT東日本情報通信史料センター所管で非公開となった）。2001年まで旧逓信総合博物館で扱っていた国際電気通信については、東京都多摩市鶴牧のKDDI MUSEUMで、同じく2011年まで旧博物館で取り扱っていた放送分野については、東京都港区愛宕のNHK放送博物館で公開が継続されている。
また、当館には展示機能しかないため、資料の管理は行徳郵便局に併設されている資料センターが行う。

## 交通アクセス
- 京成押上線ほか『押上駅』下車
- 東武スカイツリーライン『とうきょうスカイツリー駅』下車

東京ソラマチの低層階から9階へ直行するエレベーターは無く、東寄りにあるエレベーターで8階まで上がって乗り換えるなどする必要がある。

## 開館時間など
- 開館時間：午前10時00分 - 午後5時30分（入館は午後5時00分まで）
- 休館日：月曜日（祝日・振替休日の場合は開館し、翌平日が休館。なお、学校の学校の長期休み期間中などは月曜日も開館する。）
- 入館料：大人300円、小・中・高校生150円（団体10名以上はそれぞれ50円引き。ただし、現在は団体受け入れ休止中。）
  - 障害者手帳所持者とその介助者は無料